# Lironos
Lironos (Megaderma) – rodzaj ssaków z rodziny lironosowatych (Megadermatidae).

## Zasięg występowania
Rodzaj obejmuje jeden występujący współcześnie gatunek występujący w południowej i południowo-wschodniej Azji.

## Morfologia
Długość ciała (bez ogona) 54–81 mm, ogona brak, długość przedramienia 53,5–62,5 mm; masa ciała 23–28 g.

## Systematyka
Rodzaj zdefiniował w 1810 roku francuski przyrodnik Étienne Geoffroy Saint-Hilaire w artykule dotyczącym nowych taksonów nietoperzy opublikowanym na łamach Annales du Muséum National d’Histoire Naturelle. Geoffroy Saint-Hilaire wymienił cztery gatunki – Megaderma frons É. Geoffroy Saint-Hilaire, 1810, Megaderma lyra É. Geoffroy Saint-Hilaire, 1810, Vespertilio spasma Linnaeus, 1758 i Megaderma trifolium É. Geoffroy Saint-Hilaire, 1810 – z których gatunkiem typowym jest Vespertilio spasma Linnaeus, 1758.

### Etymologia
- Megaderma: gr. μεγας megas, μεγαλη megalē ‘wielki’; δερμα derma, δερματος dermatos ‘skóra’[10].
- Spasma: gr. σπασμα spasma, σπασματος spasmatos ‘kawałek, strzęp’[11]. Gatunek typowy (oznaczenie monotypowe): Vespertilio spasma Linnaeus, 1758.
- Miomegaderma: miocen, od gr. μειων meiōn ‘mniejszy’, forma wyższa od μικρος mikros ‘mały’[12]; rodzaj Megaderma É. Geoffroy Saint-Hilaire, 1810. Gatunek typowy (oznaczenie monotypowe): †Cynonycteris gaillardi Trouessart, 1899.
- Afropterus: łac. Afer, Afra ‘afrykański’, od Africa ‘Afryka’[13]; πτερον pteron ‘skrzydło’[14]. Gatunek typowy (oryginalne oznaczenie): †Afropterus gigas Lavocat, 1961 (= †Cynonycteris gaillardi Trouessart, 1899).

### Podział systematyczny
Do rodzaju należy jeden występujący współcześnie gatunek:
- Megaderma spasma (Linnaeus, 1758) – lironos żółtożyłkowany

Opisano również kilkanaście gatunków wymarłych:
- Megaderma brailloni Sigé, 1968[17] (Francja; miocen)
- Megaderma franconica Ziegler, 1993[18] (Niemcy; miocen)
- Megaderma gaillardi (Trouessart, 1898)[19] (Francja; miocen)
- Megaderma herrlingensis Ziegler, 2000[20] (Niemcy; oligocen)
- Megaderma jaegeri Sigé, 1976[21] (Maroko; miocen)
- Megaderma lopezae Sevilla García, 1990[22] (Hiszpania; oligocen)
- Megaderma lugdunensis (Depéret, 1892)[23] (Francja; miocen)
- Megaderma mediterraneum Sigé, 1974[24] (Francja; plejstocen)
- Megaderma richardsi Hand, 1995[25] (Australia; plejstocen)
- Megaderma vireti Mein, 1964[26] (Francja; miocen)
- Megaderma watwat Bate, 1937[27] (Izrael; plejstocen).